# Free Derry

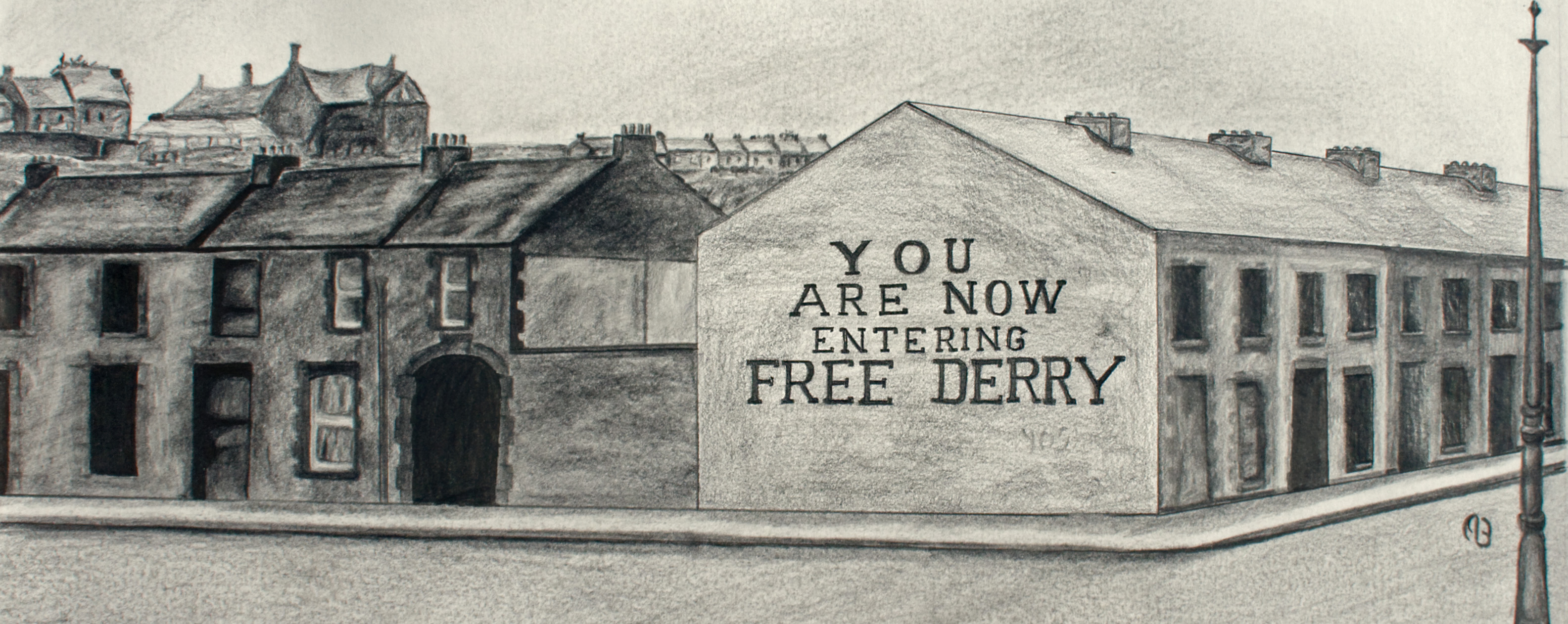
Free Derry Corner na rohu Leckie Road a Fahan Street. Slogan byl poprvé napsán v lednu 1969 Johnem Caseym

Free Derry byla samozvaná autonomní nacionalistická oblast ve městě Derry v Severním Irsku, která existovala v letech 1969 až 1972. Její jméno bylo převzato ze sloganu, který byl napsán na zdi jednoho domu ve čtvrti Bogside, kde stálo: „You are now entering Free Derry“. Oblast, která zahrnovala čtvrti Bogside a Creggan, byla zajištěna komunitními aktivisty poprvé již 5. ledna 1969 v návaznosti na vpád Královské ulsterské policie (RUC) do Bogside. Obyvatelé postavili barikády a používali hole a podobné zbraně k tomu, aby zabránili vstupu RUC. Po šesti dnech byly barikády zničeny a hlídky RUC pokračovaly, ale napětí zůstalo ještě několik měsíců.
Násilí vyvrcholilo 12. srpna, kdy vypukla Bitva o Bogside - třídenní bitva mezi obyvateli a RUC. 14. srpna byly nasazeny jednotky britské armády na okraji čtvrti Bogside a RUC bylo staženo. Obranné sdružení občanů Derry (DCDA) deklarovalo svůj záměr bojovat proti RUC i proti britské armádě, pokud nebudou splněny jejich požadavky. Britská armáda ani nevstoupila do oblasti. Situace pokračovala až do října 1969, kdy po Huntově zprávě byla povolána vojenská policie.
Po srpnu 1969 se začala Irská republikánská armáda přezbrojovat a rekrutovat nové členy. V prosinci 1969 se rozdělila na Oficiální IRA a Prozatímní IRA. Obě byly podporovány obyvateli Free Derry. Mezitím se vztahy mezi britskou armádu a nacionalistickou komunitou zhoršily. V červenci 1971 došlo k nárůstu náboru do IRA poté, co byli dva mladí muži zastřeleni britskou armádou. 9. srpna 1971 zahájila vláda internace. Jako odpověď na ně byly v Bogside a Cregganu znovu postaveny barikády. Tentokrát se Free Derry stalo nepřístupnou zónou, která byla ochraňována Oficiální i prozatímní IRA. Z této oblasti začaly útoky na britskou armádu a začala bombová kampaň v centru města.
Podpora pro IRA se zvýšila po Krvavé neděli v lednu 1972, kdy 13 neozbrojených mužů a chlapců bylo zastřeleno výsadkovým regimentem britské armády na pochodu v Bogside (14. muž zemřel na následky zranění v nemocnici 4 a půl měsíce nato). Po příměří, které vyhlásila PIRA, začaly rozhovoru s britskou armádou. Nicméně rozhovory ztroskotaly a Britové se rozhodli získat zpět no-go zóny. Free Derry zaniklo 31. července 1972, kdy se tisíce britských vojáků přesunuly do oblasti a obsadili ji.